# Svenska serier i mitten av 1900-talet
Svenska serier i mitten av 1900-talet syntes allt oftare i serietidningar, en publikationsform som etablerades i Sverige runt 1950. Här fanns både äventyr, humor och rena barnserier, och de importerade serierna kompletterades med nya svenska alster i samma anda. 
Av de importerade koncepten blev Kalle Anka & C:o och Fantomen de mest framgångsrika, medan 91:an var den största svenska humorserietidningen. Rune Andréassons olika barnserier banade väg för den senare lanseringen av serietidningen Bamse. I början av 1960-talet kom ett par humortidningar av ett nytt slag – Svenska Mad och HJäLP – där parodier stod högsätet.

## Serietidningarnas genombrott

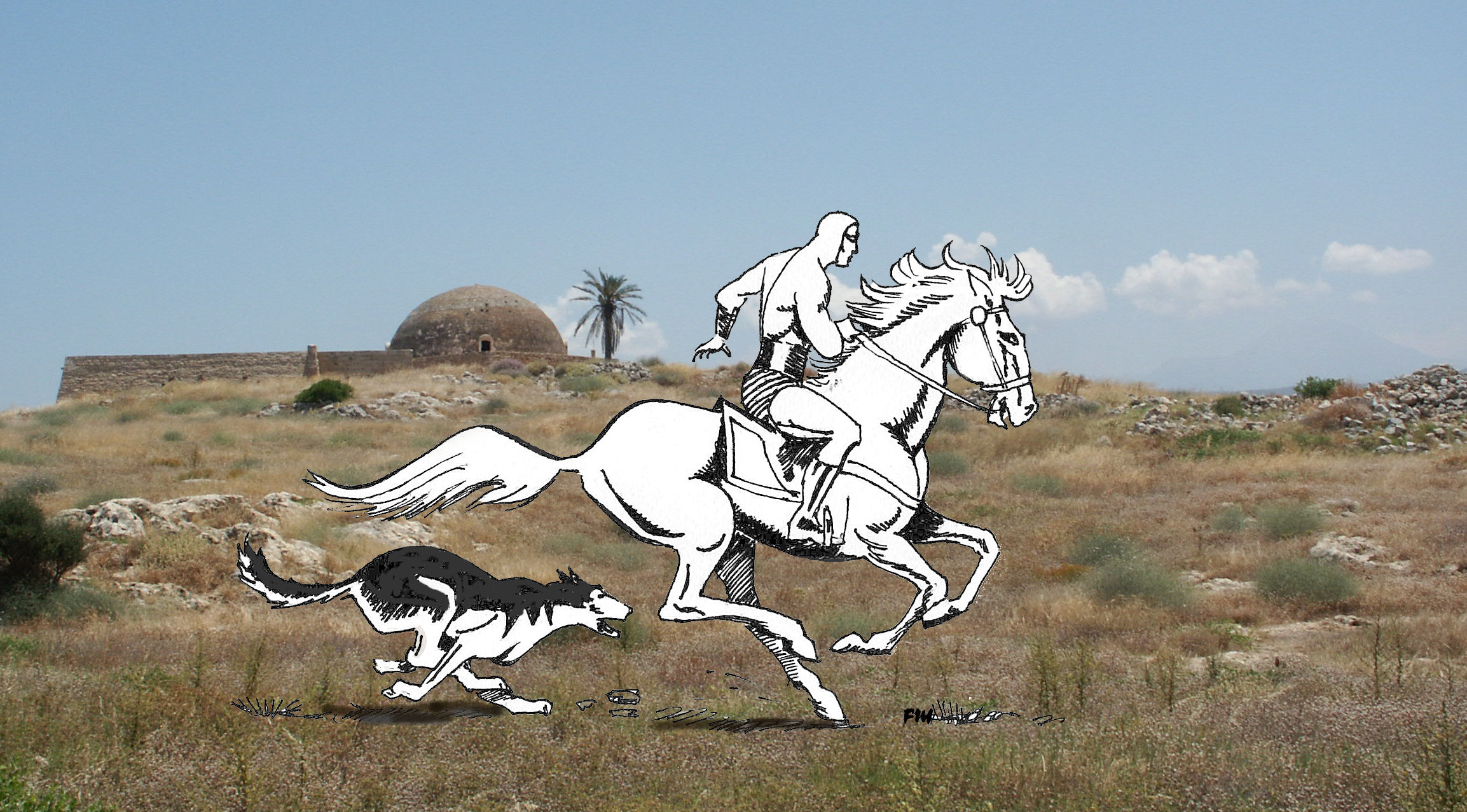
Lee Falks Fantomen blev svensk tidning 1950.

Omkring år 1950 började serietidningen etableras, efter amerikansk modell. Seriebeståndet i vecko- och dagspress fortsatte, liksom utgivningen av julalbum, som alltjämt växte; dock kom snart serietidningarna att bli de tecknade seriernas främsta medium. Tidningar som Kalle Anka & C:o (1948), Seriemagasinet (1948), Min melodi (1949), Stålmannen (1949), Fantomen (1950), Blondie (1951), Cowboy (1951), Läderlappen (1951), och Tomahawk (1951) kom att fortgå i decennier, men fylldes till stor del av importerade serier – huvudsakligen från USA.
Serietidningarnas framfart kom dock också att mötas av protester. och 1954 publicerades Nils Bejerots serietidningskritiska opinionsbok Barn – Serier – Samhälle.

## Äventyrsserier

### Semitjov, Sundbaum, Ek och Karlström
Redan under 1940-talet hade dock spelföretaget Alga publicerat två tidningar, som sin korta levnad till trots kom att få stor betydelse: Veckans Serier (1942-1943) och Algas Serietidning (1947-1950). I Veckans Serier fick Eugen Semitjovs science fiction-serie Allan Kämpe premiär. Serien var en av de första svenska äventyrsserierna och sedermera en av de mest framgångsrika; den kom att fortsätta i andra tidningar ända till 1957 och även publiceras i de övriga nordiska länderna, Tyskland och Argentina.
Algas Serietidning utkom endast med elva nummer. Den står dock ut bland tidiga serietidningar, inte bara för sitt huvudsakligen svenska innehåll, utan också för att varje utgåva vigdes till en enda serie. I de sju första numren publicerades Lennart Eks westernserie Buffalo Bill, och i det sista numret presenterades Torvald Sundbaums Spaluck.
Eugen Semitjov, Torvald Sundbaum och Lennart Ek tillhör de svenska pionjärerna inom äventyrsserier, men deras produktion är förhållandevis liten. Semitjovs Allan Kämpe pågick visserligen i femton år, men detta var hans enda serie. Torvald Sundbaum kom att fortsätta med bland annat deckarserien Buster Perk (publicerad i Fantomen 1953-1956) och Osynliga klubben (publicerad i egen tidning 1959 och baserad på Gunnel Lindes radioprogram med samma namn).
Lennart Ek tecknade Sture Lönnerstrands Dotty Virvelvind för Levande Livet under några månader 1944 innan den togs över av Björn Karlström, varefter den lades ned påföljande år. Dotty Virvelvinds korta levnad till trots är serien ändå anmärkningsvärld som den första svenska superhjälteserien och den första svenska äventyrsserien med en kvinna i huvudrollen. Björn Karlström hade på egen hand tidigare skapat två äventyrsserier för veckopressen: Sveriges första science fiction-serie Jan Winter (i Flygning 1941-1942) och Johnny Wiking – äventyr i världsrymden (i Vecko-Revyn 1942-1946). Han skulle under de följande decennierna fortsätta att producera ett flertal serier, däribland serieversionen av Biggles.

### Bovil och hans efterträdare
Den stora föregångaren bland svenska äventyrsserieskapare var dock Bo Vilson. "Bovil" producerade under 1940-talet ett flertal serier för veckopressen, däribland Flygkamraterna (Folket i Bild 1941-1945), Fältskärns berättelser (till manus av Knut Bengtsson, baserat på Zacharias Topelius noveller med samma titel, Levande Livet 1942-1944) och Göingehövdingen (till manus av signaturen "Geson", baserat på Carl August Cederborg roman med samma namn, Allt för alla denna vecka 1942). Där fanns också Tusen och en natt (baserad på sagosamlingen med samma namn, Vecko-Revyn 1944-1949), Harald Handfaste (till manus av Arne Bornebusch, Året Runt 1946-1947) och Sinuhe egyptiern (till manus av Carl Wästfelt, baserat på Mika Waltaris roman med samma namn, Året Runt 1950). 
Bovil avled hastigt 1949. Hans mest långlivade serie Tusen och en natt övertogs av Bengt Olof Wennerberg, "Bowen", som fortsatte med serien till 1960, och den av Bovil bara påbörjade Sinuhe egyptiern övertogs av Göte Göransson. Göransson kom sedermera att skapa flera äventyrsserier, däribland Tiger-Lasse (Teknikens Värld 1952-1954) och Texas Jim (Fantomen 1954-1956), samt serieversioner av romaner som Biggles på Borneo av W.E. Johns, Svartskäggs hemlighet av John Meade Falkner, Djungelboken av Rudyard Kipling, och Greven av Monte Cristo av Alexandre Dumas d.ä.

### Hentzel, Gohs, Wilhelmsson och Bood
Marcus Hentzel har huvudsakligen gjort sig känd som illustratör och barnboksförfattare, men skapade också många äventyrsserier för veckotidningen Hemmet och familjen, varav flera samlades i julalbum. Mellan 1943 och 1949 publicerades sex album den äventyrlige ynglingen Olle, från 1942 till 1945 årliga album under titeln Äventyr och bragd, och 1946 utkom ett album med Pelle Kvick. Därutöver publicerades Hentzels serieversioner av Daniel Defoes Robinson Crusoe (1948) och Robert Louis Stevensons Skattkammarön (1949).
Under 1950-talet etablerade sig den unge tecknaren Rolf Gohs: 1952 fick han, endast 18 år gammal, överta Seriemagasinets ursprungliga huvudserie Kilroy, vars italienske skapare hade avslutat serien. Serien kom att pågå till 1957, och under denna period producerade Gohs också fyra engångsserier för samma tidning: science fiction-serierna Världsrymdens erövrare (1955), Bomben (1956) och Mannen från Claa (1957), samt Dödens fågel (1958), den första svenska skräckserien. Därefter tog han ett uppehåll från serieskapandet för att istället arbeta med illustrationer – däribland många serietidningsomslag – samt film och foto.
Ytterligare en framträdande företrädare för tidiga svenska äventyrsserier är Bertil Wilhelmsson. Han tecknade under 1960-talet de första svenska serierna med Fantomen, och hans främsta egna verk i genren är indianserien Uncas, skapad för serietidningen Höken 1957. Därutöver assisterade Charlie Bood på Semitjovs Allan Kämpe, och tecknade en serieversion av Wilhelm Tell 1959. Bood kom sedermera etablera sig som reportageserietecknare, med serier om bland annat The Beatles och Björn Borg samt med den långlivade faktaserien Naturens under.

## Barnserier

### Tuff och Tussoch personerna bakom
Den helsvenska barnserietidningen Tuff och Tuss utkom med sitt första nummer 1953. Med den välkände barnboksförfattaren Gösta Knutsson som redaktör kom tidningen att få stort inflytande för barnseriernas utveckling under andra hälften av 1900-talet. Titelfigurerna Tuff och Tuss förekom dock inte i serier, utan i sagoberättelser författade av Knutsson och illustrerade av Helga Henschen. Stående serieinslag var Jumbo i djungeln av Einar Norelius (skapad för Svenska Dagbladet 1935); Ur Barna Hedenhös' liv och leverne av Bertil Almqvist, en serieversion av dennes omtyckta barnböcker; Olli av Nils Egerbrandt, samt Teddys äventyr av Rune Andréasson.
Gösta Knutsson inledde sitt arbete med serier 1945 då han för Husmodern skapade Elvira Nyckelpiga, med teckningar av Lucie Lundberg. Lundberg tecknade därutöver flera serier för Folkskolans Barntidning/Kamratposten.
Einar Norelius var en synnerligen produktiv barnserieskapare som alltjämt framför allt publicerades i Svenska Dagbladet, men också tecknade serieversionen av Knutssons Pelle Svanslös för Folket i Bild under åren 1943-1963, samt medverkade med flera serier i Folkskolans Barntidning/Kamratposten.
Bertil Almqvist var å andra sidan framför allt verksam som bilderboksförfattare, och tecknade inga serier utöver materialet i Tuff och Tuss.
Nils Egerbrandt hade skapat serien om eskimåpojken Ollie för Dagens Nyheter 1952, och kom att teckna den till 1960. Hans första serier var Mickel och Mackel, också det en barnserie, skapad för Seriemagasinet 1950, och 1955-1960 tecknade han serieversionen av Thomas Funcks Kalle Stropp och Grodan Boll för Husmodern.
1959 bytte Tuff och Tuss namn till Cirkus med Tuff och Tuss, men lades ner senare samma år. Huvudserie efter titelbytet blev Cirkus Crabato av Kristina Sand och Einar Lagerwall.

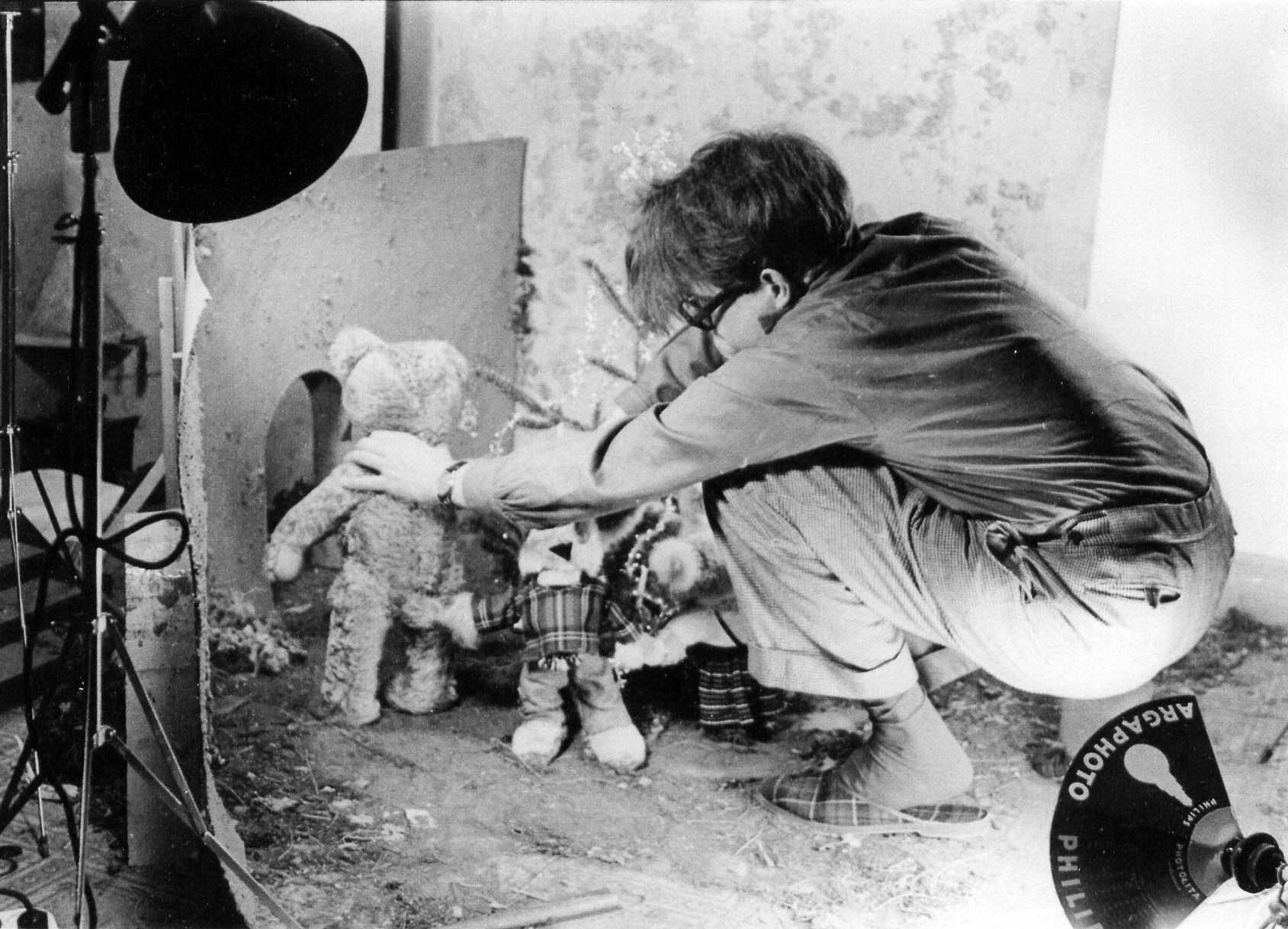
Rune Andréasson gjorde sig känd genom historier om små björnar. På bilden ägnar han sig åt animerad film, i mitten av 1950-talet.

### Rune Andréasson
Pionjären Algas seriebok hade huvudsakligen innehållit äventyrsserier. Det tionde och näst sista numret, utgivet 1950, hade dock varit ett undantag, då det istället presenterade Rune Andréassons barnserie Teddys äventyr. 
Andréasson hade inlett sin seriekarriär som 18-åring, 1944, då serien Brum – ursprungligen under titeln Äventyr bland djuren – hade börjat publiceras i Allers. Brum rönte stor framgång, och kom att publiceras i ett flertal tidningar fram till dess nedläggning 1967.
Efter att Teddys äventyr fått premiär i Algas seriebok började serien snart produceras som strippserie, innan den blev ett av de stående inslagen i Tuff och Tuss. 1953 och 1954 utgavs julalbum med serien och 1959-1960 publicerades den i egen tidning.
Andréasson följde upp framgångarna med Brum och Teddy med flera andra serier: Tant Ellens dansskola (manus av Ellen Bergman, och publicerad i Göteborgs-Posten 1950-1951), Lille Rikard och hans katt (Aftonbladet 1951-1972), Nicke Bock (Kamratposten 1954-1955 ), Nalle ritar och berättar (1958-1960), och Pellefant (skapad 1958, egen tidning från 1965). Därutöver producerade han en handfull engångsserier och reklamserier, samt de illustrerade följetongerna Åsnan Kal från Slottsskogen och Nicke Bock från Skansen. 1966 publicerade Allers det första avsnittet av Andréassons nya serie Bamse – världens starkaste björn, som under 1970-talet skulle få en central roll i serietidningsutbudet.

### Från barnbok till serie
Såväl Gösta Knutssons Pelle Svanslös som Bertil Almqvists Barna Hedenhös rönte framgångar inte bara som böcker, utan också som serier, och under den serieboom som mitten av 1900-talet innebar kom ytterligare framgångsrika barnböcker att gå samma väg: Åke Holmbergs privatdetektiv Ture Sventon blev 1950 en serie tecknad av Sven Hemmel för Husmodern, och danskan Ingrid Vang Nyman överförde Astrid Lindgrens Pippi Långstrump till en serie som började publiceras i barntidningen Klumpe Dumpe 1957. 
1964 publicerade Året Runt det första avsnittet av en ny Pelle Svanslös-tolkning, denna gång producerad av flera olika kreatörer, däribland Börje Nilsson. Redan påföljande år fick serien sin egen tidning, i vilken också en annan av Gösta Knutssons barnboksfigurer, Nalle Lufs, blev en serie med start 1968. Upphovsmännen till denna serie var de samma som till tidningens titelserie.
Inga Borgs första bilderbok om Plupp publicerades 1955, och den femte boken i serien, Plupp åker flotte från 1971, tecknades i serieformat.

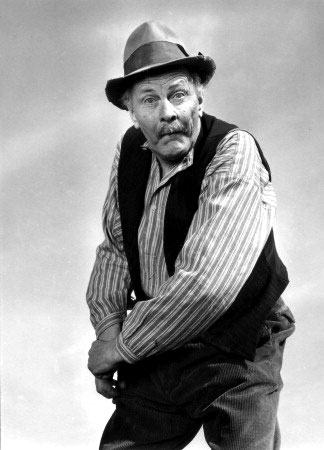
Åsa-Nisse, porträtterad på film av John Elfström, blev 1953 också tecknad serie.

## Humorserier

### Serietidningen91:an
Utöver Tuff och Tuss bestod det ännu kraftigt växande serietidningsutbudet vid mitten av 1950-talet huvudsakligen av utländska serier. Julalbumen med svenska originalserier sålde dock bra, och 1956 sjösatte Åhlén & Åkerlunds förlag serietidningen 91:an, med ambitionen att huvudsakligen fylla den med svenskproducerade humorserier. Utöver titelserien, bestod tidningen ursprungligen av Elov Perssons Kromblom; Gösta Gummessons Enok (skapad 1953) och Åsa-Nisse (ursprungligen till manus av Gits Olsson, baserad på Stig Cederholms novellfigur, och skapad för Levande Livet 1955); Torsten Bjarres Flygsoldat 113 Bom (skapad för flottiljtidningen Flygpost 1941) och Oskar (skapad för Året Runt 1952); samt de amerikanska Knallhatten och Olle Bull.
1957 tillkom Lilla Fridolf, som hade skapats av Rune Moberg för Bildjournalen 1956. Serien baserades på Mobergs radioföljetong med samma namn, och för teckningar svarade ursprungligen Torsten Bjarre. I samband med inflyttningen i 91:an ersattes dock Bjarre av Gösta Gummesson, som tecknade titelfiguren för att vara mer lik Douglas Håge, skådespelaren som spelade rollen på filmduken. 
Mot slutet av 1950-talet började Rudolf Petersson få svårt att hinna med att producera 91:an både till veckotidningarna och serietidningen, varför produktionen från och med 1960 successivt överläts till den etablerade barnserietidningstecknaren Nils Egerbrandt, som under 1970-talet blev seriens huvudtecknare. Under sextiotalet fick 91:an ytterligare nya svenska biserier, varav flertalet skapades direkt för tidningen: Egerbrandts Frisk och Rask, Gummenssons Rock-Jocke, samt Gunnar Persons (son till Elov) båda serier Gus (vilken ursprungligen skapades för Sydsvenska Dagbladet) och Herr Larsson.
Både Lilla Fridolf och Åsa-Nisse blev såpass framgångsrika att de sedermera knoppades av till egna tidningar (1960 respektive 1967). För Lilla Fridolf skapade Einar Lagerwall serierna Münchhausen och Bäcka-Markus, och i Åsa-Nisse återuppväckte Nils Egerbrandt Hjälpsamma Jönsson, en serie som ursprungligen skapades av Rudolf Petersson. I samband med flytten återgick också Lilla Fridolf till dess ursprunglige tecknare Torsten Bjarre, och Jan E. Israelsson och sedermera Bengt Linder tog över som manusförfattare på Åsa-Nisse.

### Nya vecko- och dagspresserier
Utöver de serier som kom att publicerades i 91:an, fortsatte vecko- och dagspressen att etablera nya humorserier. Expressen sjösatte sin seriesida 1944, och där fanns då bland annat Allan Borgströms Phili Philin. Vid samma tid fick barnserien Pian av Lilly Margareta Uppenberg, "Gobi", premiär i Husmodern, och Gustaf Strömbergs Rubb och Stubb gick i Tidsfördrif.
I Aftontidningen fick Stålfarfar premiär 1948. Sseriens skapare Nils Bertil Andersson, "Ason", kom sedermera att för ett flertal tidningar producera över tjugo serier; bland dem märks Spik-Anton, Solkatten och Emil Kork.
Lasse Sandberg, sedermera känd framför allt som barnboksförfattare, producerade under 1950-talet ett flertal strippserier: barnserien Ångvälten Andersson för Vecko-Nytt, och humorserierna Vilde Viktor (i Se), Gojan Patrik (i RLF-tidningen), Orädde Oskar (i Folket i Bild) och Idrottsmannen Eskil (i Vi).
Gösta Gummessons serieproduktion sträcker sig även utanför 91:an: på 1950-talet tecknade han Storknas och Lillknas, och 1969 publicerade TV-tidningen hans serie Vicke Nys, med manus av Rune Moberg.
Lars Lindh producerade flera serier för olika veckotidningar – däribland Stål-Anton underbarnet för Året Runt och Lill-Roffe för Smålänningen – och Åke Skiöld gjorde Kalle Knarr för Året Runt under 1950-talet. Vidare debuterade Lars "Lon" Olssons mångåriga science fiction-parodi Blixt-Grodon i Stockholmsstudenternas Gaudeamus 1964, och 1967 hade Lennart Elworths 47:an Löken premiär i Lektyr.

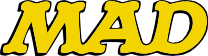
Amerikanska MAD Magazine fick 1960 en svensk version.

### Svenska MadochHJäLP!
Komikern Lasse O'Månsson vitaliserade vid början av 1960-talet den tryckta humorn markant i egenskap av initiativtagare och ursprunglig redaktör för tidningarna Svenska Mad (utgiven 1960-2002) och HJäLP! (1962-1971), varianter på de amerikanska tidningarna Mad Magazine och HeLP!.
Svenska Mad var en renodlad serietidning och bestod huvudsakligen av material från den amerikanska motsvarigheten. O'Månsson kom dock också att skriva eget material, och kompletterades snart av Bengt Sahlberg, och Svenska Mad kom under 1960-talet att innebära en ny era för etablerade serietecknare som Torvald Sundbaum och Bengt Olof Wennerberg.
Också i HJäLP förekom serier, men här trycktes också texter, foton, och skämtteckningar – till stor del, men inte uteslutande, hämtade från den amerikanska modertidningen. Torvald Sundbaum, Bengt Olof Wennerberg och Göte Göransson medverkade i tidningen, liksom även komikern Hans Alfredson, som både tecknade och skrev serier.